# Tobias Andersson
Tobias Andersson (4 april 1999) is een Zweedse doelman. 

## Carrière
Tobias Andersson debuteerde in het betaald voetbal bij IFK Värnamo. Begin 2019 maakte de doelman de overstap naar Östers IF. Na een goed seizoen tekende hij bij Kalmar FF, waar Andersson fungeerde als reservekeeper achter Lucas Hägg Johansson.  Op 24 augustus 2020 maakte de doelman zijn debuut op het hoogste niveau in Zweden, tijdens de met 4-1 verloren wedstrijd tegen Mjällby AIF. Na twee seizoenen besloot Kalmar het contract van Andersson niet te verlengen. De doelman ging vervolgens aan de slag bij Gnosjö IF.